# 库尔班江·阿布都塞买提
库尔班江·阿布都塞买提（維吾爾語：قۇربانجان سەمەت‎，拉丁维文：Kurbanjan Samat；1982年9月14日—），简称库尔班江，维吾尔族，出生于中国新疆和田，摄影师、导演、制片人，毕业于中国传媒大学。现任中国摄影家协会会员，中国民俗摄影协会博学会士，中国维吾尔历史文化研究会会员，中央电视台纪录片频道摄像，独立策展人，新疆维吾尔自治区第十一届政协委员，北京“五四青年奖章”获得者。
1999年起开始纪实摄影，拍摄大量中国新疆的秀美风光和维吾尔族的风土人情。2005年起从事纪录片摄像工作，在校期间拍摄第一部纪录片《喀拉古塔格日记》多次获奖。陈晓卿为其师爷，跟随他拍了不少纪录片。

## 拍摄纪录片
- 《森林之歌》
- 《时·光》
- 《丝路，重新开始的旅程》
- 《时尚圈》
- 《舌尖上的中国》第二季
- 《自然的力量》

## 执导作品
- 2016年《我从新疆来（英语：I am from Xinjiang on the Silk Road）》[1][8]
- 2018年《我到新疆去》[9]
- 2021年《我们的新时代》“幸福的处方”单元导演[10]
- 2022年《新疆滋味》[4]
- 2022年《我们这十年》“热爱”单元导演[11]